# Спомен-биста Кости Таушановићу у Београду
Спомен-биста Кости Таушановићу је споменик у Београду . Налази се на самом улазу на Калемегдан, са десне стране из правца Кнез Михаилове улице у општини Стари град.
Посвећен је Кости Таушановићу (1854—1902), српском политичару и економисти, једном је од оснивача и чланова Главнога одбора Народне радикалне странке, министру унутрашњих послова (1889-1890) и министру народне привреде (1890-1891), заслужном за оснивање Српске банке 1895. године у Загребу.
Спомен-биста је из 1905. године, а рад је српског вајара и академика Српске академије наука и уметности, Ђорђа Јовановића.